# 리틀이털리 (시카고)

1909년 925 S. Halsted St.에 위치한 P. 스키아보네 & 선 은행 및 증기선 대리점 상점 사무실 외관

리틀이털리(Little Italy)는 때때로 유니버시티 빌리지와 하나의 지역으로 합쳐지기도 하며, 시카고의 니어 웨스트 사이드에 위치한다. 현재 리틀이털리의 경계는 서쪽으로 애슐랜드 애비뉴, 동쪽으로 90/94번 주간고속도로, 북쪽으로 아이젠하워 고속도로, 남쪽으로 루스벨트 가이다. 이곳은 일리노이 대학교 시카고 캠퍼스 동쪽인 일리노이 의료 지구와 일리노이 대학교 시카고 캠퍼스 서쪽 사이에 위치한다. 이 공동체는 한때 주로 이탈리아 이민자들로 이루어졌지만, 이민, 도시 재개발, 젠트리피케이션, 그리고 일리노이 대학교 시카고(UIC)의 상주 학생 및 교수 인구 증가의 결과로 현재는 다양한 민족 및 사회경제적 배경을 가진 사람들로 구성되어 있다. 이곳의 이탈리아계 미국인 유산은 한때 테일러 스트리트에 늘어서 있던 이탈리아계 미국인 레스토랑에서 주로 찾아볼 수 있다. 이 지역에는 국립 이탈리아계 미국인 스포츠 명예의 전당과 유서 깊은 로마 가톨릭교회인 아워 레이디 오브 폼페이, 노트르담 드 시카고, 홀리 패밀리 교회가 있다.
이 지역의 최근 역사는 1950년대 고속도로 건설, 1960년대 UIC 개발, 1990년대와 2000년대 공영 주택 철거, 2000년대 맥스웰 스트리트 재개발로 시작된 도시 재개발의 물결을 겪었다. 이러한 변화와 함께 이 지역의 주택 가격도 상승했다.

## 역사
시카고 도시권 내에 번성하는 여러 이탈리아계 미국인 공동체가 있지만, 시카고 이탈리아계 미국인 이민자들의 기항지였던 테일러 스트리트는 시카고 "리틀 이털리"라는 칭호를 물려받았다. 테일러 스트리트의 리틀 이털리는 더 큰 공동체 지역인 시카고의 니어 웨스트 사이드의 일부이다. 20세기 초 유럽인의 대규모 이주 시기에 니어 웨스트 사이드를 구성했던 이민 공동체 중 지배적이었던 것은 이탈리아인, 그리스인, 유대인이었다. 다른 민족 그룹들은 1900년대 초부터 이 지역을 떠났고, 이탈리아계 미국인 거주지 만이 활기찬 공동체로 남았다.
"리틀 이털리"로 알려진 지역에는 항상 다른 민족들이 존재했다. 그럼에도 불구하고 이 지역은 19세기와 20세기 내내 이탈리아인과 이탈리아 문화의 강한 영향으로 인해 이름이 붙여졌다. 1950년대와 60년대에 절정에 달했던 이탈리아 인구는 1963년 이 지역에 일리노이 대학교를 건설하기로 결정된 직후 감소하기 시작했다. 그러나 이전에 유명했던 테일러 스트리트 회랑에는 여전히 여러 이탈리아 레스토랑과 사업체가 남아 있다.
이탈리아인들은 1850년대부터 소수로 시카고에 도착하기 시작했다. 1880년에는 도시에 1,357명의 이탈리아인이 있었다. 1920년대에 이르러 이탈리아 요리는 미국에서 가장 인기 있는 민족 요리 중 하나가 되어 많은 성공적인 빵집과 레스토랑을 탄생시켰으며, 그 중 일부는 여러 세대에 걸쳐 번성했고 오늘날에도 시카고 외식 장면에 계속 영향을 미치고 있다. 1927년까지 이탈리아인들은 500개의 식료품점, 257개의 레스토랑, 240개의 제과점, 그리고 이탈리아 동네에 집중된 수많은 다른 식품 관련 사업체를 소유했다.
이탈리아인의 이민은 19세기 후반부터 20세기 초반까지 가속화되었다. 시카고의 외국 태생 이탈리아인 인구는 1900년에 16,008명이었고 1930년에 73,960명으로 절정에 달했다. 가장 큰 정착 지역은 테일러 스트리트 지역이었지만, 도시와 교외 전역에 20개의 다른 중요한 이탈리아인 거주지가 있었다. 이곳은 젠나 범죄 가족의 본거지였다.

### 헐 하우스 인근 지역
제인 애덤스는 이 공동체를 "헐 하우스 인근 지역"이라고 불렀다. 헐 하우스에 대해 쓰여진 첫 신문 기사 중 하나는 "헐 하우스 인근 지역" 주민들에게 보내진 초대장을 언급한다. 이 초대장은 "Mio Carissimo Amico"라는 인사말로 시작하며, "Le Signorine, 제인 애덤스와 엘렌 스터"라고 서명되어 있다. 베들레헴-하워드 인근 센터 기록은 1890년대 초에도 "헐 하우스 인근 지역"의 핵심부가 압도적으로 이탈리아인들이었음을 추가로 입증한다. 1890년대 초에 인구 통계가 그러했다면, 20세기 초 이후 시작된 다른 민족 그룹의 이탈은 시카고강 동쪽 끝에서 "리틀 이털리"로 알려지게 된 서쪽 끝까지, 그리고 남쪽의 루스벨트 로드에서 북쪽의 해리슨 스트리트 삼각주까지 — 헐 하우스 인근 지역의 핵심부 — 사실상 전체 공동체가 1930년대부터 1950년대까지 온통 이탈리아인들로 가득했다는 것을 시사한다.

### 20세기 후반
리틀 이털리는 한때 훨씬 더 넓은 지역을 포괄했지만, 대학 건설로 인해 이 지역은 황폐해졌다. 이 지역의 많은 주민들은 이 아이디어에 반대했다. 시카고의 전설적인 테일러 스트리트 활동가이자 오랜 헐 하우스 동료였던 플로렌스 스칼라는 헐 하우스 이사회가 번성하고 활기차며 단결된 이웃을 배신했다고 비난했다. 스칼라는 이들이 데일리가 이웃을 파괴하도록 부추겼다고 비난했다. 1963년, 헐 하우스 이사회는 건물 합의금으로 875,000달러의 제안을 수락했다. 제시 빈포드와 스칼라는 이 사건을 대법원에 가져갔다. 법원은 대학 편을 들었고, 합의는 1963년 3월 28일에 종결되었다.
일부는 데일리가 이탈리아 이웃과 그들의 권력 기반을 분열시키기 위해 UIC를 그곳으로 옮겨 이 지역이 정치적으로 불만이 많았기 때문에 리틀 이털리를 대학 부지로 선택했다고 추측했다. 그러나 이 지역은 압도적으로 데일리에 찬성 투표를 했다. 제2차 세계 대전 이후, 몇 가지 개발이 공동체의 응집력을 방해했다. 아이젠하워 고속도로와 일리노이 대학교 시카고 의료 지구 건설로 인해 많은 사람들이 이주해야 했다. 리처드 J. 데일리 시장이 1960년대에 UIC의 서클 캠퍼스를 설립하면서 공동체는 더욱 분산되었다. 100-에이커 (0.40 km2) 규모의 UIC 캠퍼스 건설 중에 리틀 이털리에서 200개의 사업체와 800채의 주택이 불도저로 파괴되었고, 5,000명의 주민들이 이주해야 했다.

### 공영 주택 재개발
유니버시티 빌리지는 이전에 여러 시카고 주택청(CHA) 공영 주택 개발의 본거지였다. 이들은 약어 ABLA로 묶였다. 이 개발들은 제인 애덤스 주택(시카고 최초의 공영 주택 개발), 그레이스 애벗 주택, 로버트 브룩스 주택, 로버트 브룩스 확장, 그리고 루미스 코트였다. 대부분의 ABLA는 CHA의 변혁 계획의 일환으로 CHA에 의해 철거되었으며, 이는 혼합 소득 주택으로서의 철거 및 재개발 프로그램이다.
ABLA는 2000년대 초에 단계적으로 철거되었다. 현재 루스벨트 스퀘어라는 이름으로 타운하우스와 콘도미니엄으로 재개발되고 있다. 개발사인 The Related Companies는 루스벨트/레이신 세금 증분 재정 지구로부터 970만 달러를 받았다.

### 최근 젠트리피케이션
이 지역의 임대료는 지난 수십 년 동안 콘도미니엄, 타운하우스의 유입과 리틀 이털리가 일리노이 대학교 시카고 및 시카고루프에 인접해 있기 때문에 상승했다. 이러한 젠트리피케이션의 한 예: 1990년 인구 조사에서 리틀 이털리 표본 지역의 주택 중 40만 달러 이상 가치를 가진 주택은 없었다. 대조적으로, 2000년 인구 조사에 따르면 62채의 주택이 50만 달러 이상 가치를 가졌다고 보고되었으며, 그 중 13채는 최소 100만 달러 가치였다.

## 랜드마크
리틀 이털리의 중요한 랜드마크 중 두 곳은 카브리니 수녀가 설립한 가톨릭 교회인 아워 레이디 오브 폼페이와 홀리 가디언 엔젤이었다. 홀리 가디언 엔젤은 시카고의 첫 이탈리아인 회중이었다. 이 교구는 1898년에 설립되었고, 교회는 1899년에 아팅턴 스트리트에 지어졌다. burgeoning 인구로 인해 두 번째 주요 이탈리아 교회인 아워 레이디 오브 폼페이가 1911년에 설립되었다. 홀리 가디언 엔젤 교회는 고속도로 시스템 건설을 위해 철거되었다. 아워 레이디 오브 폼페이 교회는 현재 아워 레이디 오브 폼페이 성당이다.
제인 애덤스의 사회 및 교육 프로그램으로 유명한 헐 하우스 정착촌도 리틀 이털리 지역 내에 위치했다.
최근 몇 년 동안 국립 이탈리아계 미국인 스포츠 명예의 전당(1977년 일리노이주 엘름우드 파크에서 설립)은 리틀 이털리의 새 건물로 이전되었다.

## 정치
리틀 이털리는 현재 시카고 제25구의 시의원인 바이런 시그초-로페즈, 제28구의 제이슨 어빈, 제11구의 니콜 리가 담당하고 있다. 이 지역은 현재 민주당원 대니 K. 데이비스가 맡고 있는 일리노이 제7하원 선거구의 일부이다.

## 시카고의 다른 "리틀 이털리"

1902년 9월 리틀 헬에 있는 3층 아파트와 1층 주택.

테일러 스트리트는 일반적으로 시카고의 "리틀 이털리"로 알려져 왔지만, 시카고의 다른 여러 지역에도 상당한 이탈리아인 인구가 있었다. 테일러 스트리트를 따라 있는 도심 거주지, 사우스웨스트 사이드의 로즈랜드, 니어 노스 사이드의 리틀 시칠리아, 그리고 일리노이주 하이우드와 멜로즈 파크와 같은 도시 경계를 벗어난 거주지들이 모두 번성했다.

### 리틀 시칠리아 또는 "리틀 헬"
도시의 니어 노스 사이드에 있는 제22구에는 한때 스칸디나비아인들이 거주했던 지역에 "리틀 시칠리아"와 "리틀 헬"로 번갈아 알려진 시칠리아인 거주지가 설립되었다. 이곳은 가장 다채로운 이탈리아인 지역으로 여겨졌고, 1920년에는 20,000명의 이탈리아인이 거주했다. 이 지역은 제2차 세계 대전 중과 그 이후에 그 자리에 캐브리니–그린 공영 주택 단지가 건설되면서 더 이상 존재하지 않는다. 1960년대 중반까지 주택 단지로 인한 범죄와 사회 문제로 인해 이전 거주자 중 많은 수가 떠났다.

### 그랜드 애비뉴
애버딘 스트리트와 와슈테나우 애비뉴 사이의 그랜드 애비뉴에서 시카고 애비뉴를 따라 이탈리아인 거주지가 존재한다. 시카고 선 타임즈의 기자 모린 젠킨스가 언급했듯이: "시칠리아와 이탈리아 장화의 '발뒤꿈치' 쪽에 위치한 풀리아주 지역의 해안 도시인 바리의 방언을 여전히 들을 수 있을 것입니다. 사실, 이 그랜드 애비뉴의 좁은 조각은 사설 남성 클럽과 소시지가 여전히 수제로 만들어지는 시장이 있어서 현재의 테일러 스트리트보다 훨씬 더 '리틀 이털리'처럼 느껴집니다."

### 하트 오브 이탈리
도시의 로어 웨스트 사이드에 24번가와 오클리 거리를 중심으로 "하트 오브 이탈리" 또는 "리틀 투스카니"라고 불리는 공동체가 있으며, 주로 북부 이탈리아 이민자들로 구성되어 있다. 테일러 스트리트가 인기 있는 리틀 이털리라는 별명으로 불리지만, 그 명칭은 한때 사우스 오클리 2400번지 블록에 있는 수십 년 된 레스토랑들이 늘어선 곳에 속했고, 이 지역은 현재 하트 오브 이탈리로 알려져 있다.

### 노스 할렘 애비뉴
현재 시카고에서 이탈리아 사업체와 주민들이 가장 많이 밀집해 있는 곳은 노스웨스트 사이드와 인접한 일리노이주 엘름우드 파크의 할렘 애비뉴를 따라 있다.

### 브리지포트
강에서 댄 라이언까지, 26번가에서 39번가까지(웬트워스 가든스 주택 단지 제외)의 지역은 특히 아머 스퀘어 공원 근처 동부에 많은 이탈리아인 인구가 있다. 1980년대 초 안젤로 라피에트라가 설립한 올드 이탈리아계 미국인 클럽이 쉴드 애비뉴에 위치해 있다. 이 지역에는 여러 이탈리아 교회, 빵집, 레스토랑이 있다.

## 창작물 속에서
1980년 안투아네트 "티나" 데 로사의 소설 《페이퍼 피시》는 리틀 이털리를 배경으로 한다.

## 같이 보기
- 시카고의 이탈리아인

## 내용주
1. ↑  Grinnell, Max. “Encyclopedia of Chicago "Little Italy"”. Chicago Historical Society. 2007년 2월 7일에 확인함.
2. 1 2  Paolini, Matthew and Craig Tiede, "Economic upswing in Little Italy comes with a price" “Medill News Service : Chicago - Economic upswing in Little Italy comes with a price”. January 26, 2007에 원본 문서에서 보존된 문서. February  7, 2007에 확인함.
3. 1 2  Romano, Vince (편집.). “Taylor Street Archives”. 2015년 12월 23일에 원본 문서에서 보존된 문서. 2020년 7월 1일에 확인함.
4. ↑  Binford, Henry C., "Multicentered Chicago", The Encyclopedia of Chicago, p. 548-9, Eds. Grossman, James R., Keating, Ann Durkin, and Reiff, Janice L., 2004, The University of Chicago Press, ISBN 0-226-31015-9
5. 1 2 3  Poe, Tracy N., "Foodways", The Encyclopedia of Chicago, p. 308-9, Eds. Grossman, James R., Keating, Ann Durkin, and Reiff, Janice L., 2004, The University of Chicago Press, ISBN 0-226-31015-9
6. 1 2  Vecoli, Rodolph J., "Italians", The Encyclopedia of Chicago, Eds. Grossman, James R., Keating, Ann Durkin, and Reiff, Janice L., 2004, The University of Chicago Press, ISBN 0-226-31015-9
7. ↑  시카고 트리뷈, May 1890
8. ↑  August 28, 2008 Derrick Blakely, CBS TV
9. ↑  Scala, Florence. “Florence Scala Collection”. 《UIC Library》.
10. ↑  “Daley vs. Little Italy: Did The Mayor Drop UIC On The Neighborhood Out Of Spite?”. 《NPR》.
11. ↑  Leroux, Charles, "Cold Shoulder: UIC and its neighborhood are thriving but the two have yet to embrace", Chicago Tribune, September 25, 1991.
12. 1 2 3  Candeloro, Dominic (2006). “chicago's italians immigrants, ethnics, achievers, 1850–1985 – part 1”. virtualitalia.com. 2007년 4월 19일에 확인함.
13. ↑  Candeloro, Dominic Lawrence Chicago's Italians: Immigrants, Ethnics, Americans p. 24
14. ↑  Candeloro, Dominic (2006). “chicago's italians immigrants, ethnics, achievers, 1850–1985 – part 2”. virtualitalia.com. 2007년 4월 19일에 확인함.
15. ↑  “And They Came To Chicago: The Italian American Legacy – DVD Special Features”. 《italiansofchicago.com》.
16. 1 2  Seligman, Amanda, "Cabrini–Green", The Encyclopedia of Chicago, Eds. Grossman, James R., Keating, Ann Durkin, and Reiff, Janice L., 2004, The University of Chicago Press, ISBN 0-226-31015-9
17. ↑  Jenkins, Maureen (2005년 10월 14일). “West Town”. Chicago Sun-Times. 2007년 12월 9일에 원본 문서에서 보존된 문서. 2009년 5월 11일에 확인함.
18. ↑  Schwartz, Kate (2007년 9월 21일). “Heart of Italy; Sorry, Taylor – this is the street of Italian food dreams”. 《The Chicago Sun Times》. 2009년 4월 4일에 확인함.
19. ↑  “Old Neighborhood Italian American Club Hosting Street Fest Saturday”. 《DNA Info》. 2014년 9월 12일. 2020년 2월 19일에 원본 문서에서 보존된 문서. 2020년 2월 18일에 확인함.
20. ↑  Candeloro, Dominic. "Chicago's Italians: A Survey of the Ethnic Factor, 1850–1990." In: Jones, Peter d'Alroy and Melvin G. Holli. Ethnic Chicago: A Multicultural Portrait. Wm. B. Eerdmans Publishing, 1995. p. 229–259. ISBN 0802870538, 9780802870537. p. 231.